# Llista de topònims de Vilanova del Vallès
Llista de topònims (noms propis de lloc) del municipi de Vilanova del Vallès, al Vallès Oriental
Informació actualitzada per un bot. Els canvis manuals es perdran quan s'actualitzi!

## arbre singular
| imatge | Nom                                  | Ubicat a            | instància de   | Detalls | coordenades                                                                                                  | Protecció | Commons (més fotos) | Dades a WD                    |
| ------ | ------------------------------------ | ------------------- | -------------- | ------- | --- | --------- | ------------------- | ----------------------------- |
|        | Alzines sureres de la Casa Alta      | Vilanova del Vallès | arbre singular |         | 41° 32′ 51″ N, 2° 17′ 57″ E / 41.54738°N,2.2992°E ca:Camí d'accés a la masia                                 |           |                     | Modifica les dades a Wikidata |
|        | Roure bessó de Can Bosc              | Vilanova del Vallès | arbre singular |         | 41° 33′ 15″ N, 2° 18′ 15″ E / 41.55414°N,2.30421°E ca:Torrent de Sant Jordi                                  |           |                     | Modifica les dades a Wikidata |
|        | el pi de la parada                   | Vilanova del Vallès | arbre singular |         | 41° 33′ 08″ N, 2° 17′ 10″ E / 41.55217°N,2.28608°E ca:Passeig del Centenari, al costat de la parada del bus. |           |                     | Modifica les dades a Wikidata |
|        | els plàtans de la Font de Sant Jordi | Vilanova del Vallès | arbre singular |         | 41° 33′ 14″ N, 2° 18′ 21″ E / 41.55387°N,2.30575°E ca:Font de Sant Jordi                                     |           |                     | Modifica les dades a Wikidata |
|        | lledoner de Cal Sant                 | Vilanova del Vallès | arbre singular |         | 41° 33′ 55″ N, 2° 17′ 58″ E / 41.56531°N,2.29939°E ca:Camí de Can Cristòfol                                  |           |                     | Modifica les dades a Wikidata |
|        | lledoners de Ca la Joana             | Vilanova del Vallès | arbre singular |         | 41° 34′ 13″ N, 2° 18′ 09″ E / 41.5704°N,2.3026°E ca:Ca la Joana. Prop de la carretera de Valldoriolf.        |           |                     | Modifica les dades a Wikidata |
|        | plàtan de Cal Trempat                | Vilanova del Vallès | arbre singular |         | 41° 33′ 00″ N, 2° 17′ 15″ E / 41.54998°N,2.28759°E ca:Al costat del carrer Pere Calders                      |           |                     | Modifica les dades a Wikidata |
|        | roure de Cal Duli                    | Vilanova del Vallès | arbre singular |         | 41° 32′ 35″ N, 2° 18′ 16″ E / 41.54308°N,2.30451°E ca:Finca de Cal Duli, al camí de Vilassar                 |           |                     | Modifica les dades a Wikidata |

## casa
| imatge | Nom           | Ubicat a            | instància de | Detalls                         | coordenades                                                                          | Protecció                                  | Commons (més fotos)              | Dades a WD                    |
| ------ | ------------- | ------------------- | ------------ | ------------------------------- | ------------------------------------------------------------------------------------ | ------------------------------------------ | -------------------------------- | ----------------------------- |
|        | Can Belitre   | Vilanova del Vallès | casa         | 20th century                    | 41° 34′ 20″ N, 2° 18′ 05″ E / 41.5723°N,2.3015°E ca:Carretera de Vallderiolf BV-5159 |                                            |                                  | Modifica les dades a Wikidata |
|        | Can Bosch Nou | Vilanova del Vallès | casa         | Estil: noucentisme 1919         | 41° 33′ 20″ N, 2° 18′ 18″ E / 41.555671°N,2.305003°E ca:Camí de Santa Quitèria       | bé integrant del patrimoni cultural català |                                  | Modifica les dades a Wikidata |
|        | Can Maltas    | Vilanova del Vallès | casa         | Estil: noucentisme 20th century | 41° 33′ 16″ N, 2° 17′ 28″ E / 41.554475°N,2.291058°E ca:Nucli Urbà 106 msnm          | bé integrant del patrimoni cultural català | Can Maltes (Vilanova del Vallès) | Modifica les dades a Wikidata |
|        | Casa Vella    | Vilanova del Vallès | casa         | 1738                            | 41° 32′ 26″ N, 2° 18′ 11″ E / 41.54065°N,2.30308°E ca:Barri de can Rabassa           |                                            |                                  | Modifica les dades a Wikidata |

## curs d'aigua
| imatge | Nom                 | Ubicat a | instància de     | Detalls                        | coordenades                                                                                               | Protecció | Commons (més fotos) | Dades a WD                    |
| ------ | ------------------- | --- | ---------------- | ------------------------------ | --- | --------- | ------------------- | ----------------------------- |
|        | Mogent              | Llinars del Vallès Vilalba Sasserra la Roca del Vallès Vallromanes Montornès del Vallès Vilanova del Vallès | curs d'aigua riu | Desemboca: Besòs Llarg: 31.4km | 41° 38′ 06″ N, 2° 27′ 14″ E / 41.635103°N,2.453769°E 41° 32′ 48″ N, 2° 15′ 05″ E / 41.546602°N,2.251394°E |           | Mogent              | Modifica les dades a Wikidata |
|        | riera d’Ardenya     | Montornès del Vallès Vilanova del Vallès Vallromanes                                                        | curs d'aigua     | Desemboca: Mogent Llarg: 3.5km | 41° 32′ 27″ N, 2° 18′ 30″ E / 41.54078°N,2.30836°E 41° 33′ 18″ N, 2° 16′ 41″ E / 41.554967°N,2.278157°E   |           | Riera d’Ardenya     | Modifica les dades a Wikidata |
|        | torrent d'en Cuquet | Vilanova del Vallès Vallromanes Premià de Dalt Vilassar de Dalt                                             | curs d'aigua     | Desemboca: riera d’Ardenya     | 41° 31′ 07″ N, 2° 20′ 14″ E / 41.518557°N,2.337191°E 41° 32′ 27″ N, 2° 18′ 30″ E / 41.540773°N,2.308362°E |           | Torrent d'en Cuquet | Modifica les dades a Wikidata |

## edifici
| imatge | Nom                           | Ubicat a            | instància de | Detalls                     | coordenades                                                                           | Protecció                                  | Commons (més fotos) | Dades a WD                    |
| ------ | ----------------------------- | ------------------- | ------------ | --------------------------- | ------------------------------------------------------------------------------------- | ------------------------------------------ | ------------------- | ----------------------------- |
|        | Molí d'en Torrent d'en Cuquet | Vilanova del Vallès | edifici      | Estil: arquitectura popular |                                                                                       | bé integrant del patrimoni cultural català |                     | Modifica les dades a Wikidata |
|        | Pou d'aigua del Molinet       | Vilanova del Vallès | edifici      |                             |                                                                                       | bé integrant del patrimoni cultural català |                     | Modifica les dades a Wikidata |
|        | la Bòbila                     | Vilanova del Vallès | edifici      | 18th century                | 41° 34′ 16″ N, 2° 17′ 05″ E / 41.57098°N,2.28463°E ca:A la zona anomenada Vallderiolf |                                            |                     | Modifica les dades a Wikidata |

## edifici residencial
| imatge | Nom                                     | Ubicat a            | instància de        | Detalls | coordenades | Protecció | Commons (més fotos) | Dades a WD                    |
| ------ | --------------------------------------- | ------------------- | ------------------- | ------- | --- | --------- | ------------------- | ----------------------------- |
|        | Can Rabassa                             | Vilanova del Vallès | edifici residencial |         | 41° 32′ 32″ N, 2° 18′ 11″ E / 41.542232513427734°N,2.303091049194336°E ca:Camí de Vilassar. Barri de Can Rabassa          |           |                     | Modifica les dades a Wikidata |
|        | Rectoria de Santa Quitèria (El Paratge) | Vilanova del Vallès | edifici residencial |         | 41° 33′ 20″ N, 2° 18′ 29″ E / 41.555442810058594°N,2.307981014251709°E ca:Camí de Santa Quitèria. Al costat de l'església |           |                     | Modifica les dades a Wikidata |

## entitat singular de població
| imatge | Nom                 | Ubicat a            | instància de                                                                   | Detalls  | coordenades                                                                  | Protecció | Commons (més fotos) | Dades a WD                    |
| ------ | ------------------- | ------------------- | ------------------------------------------------------------------------------ | -------- | ---------------------------------------------------------------------------- | --------- | ------------------- | ----------------------------- |
|        | Barri Pinxo         | Vilanova del Vallès | entitat singular de població                                                   | 7 hab    | 41° 33′ 14″ N, 2° 16′ 56″ E / 41.55391°N,2.28224°E 88 msnm                   |           |                     | Modifica les dades a Wikidata |
|        | Barri Rodes         | Vilanova del Vallès | entitat singular de població                                                   | 749 hab  | 41° 33′ 23″ N, 2° 17′ 43″ E / 41.55625°N,2.29528°E 112 msnm                  |           | Barri Rodes         | Modifica les dades a Wikidata |
|        | Barri Sant Lleïr    | Vilanova del Vallès | entitat singular de població                                                   | 10 hab   | 41° 32′ 51″ N, 2° 18′ 01″ E / 41.54739936°N,2.300225899°E 170 msnm           |           |                     | Modifica les dades a Wikidata |
|        | Bosc Ruscalleda     | Vilanova del Vallès | entitat singular de població                                                   | 122 hab  | 41° 33′ 48″ N, 2° 19′ 32″ E / 41.5634317075221°N,2.32554592904216°E 203 msnm |           |                     | Modifica les dades a Wikidata |
|        | Ca l'Alegre         | Vilanova del Vallès | entitat singular de població                                                   | 676 hab  | 41° 32′ 55″ N, 2° 18′ 08″ E / 41.548637439815°N,2.3022502149197°E 279 msnm   |           |                     | Modifica les dades a Wikidata |
|        | Can Bosc            | Vilanova del Vallès | entitat singular de població                                                   | 78 hab   | 41° 33′ 04″ N, 2° 19′ 07″ E / 41.5511671496504°N,2.31847899027947°E 300 msnm |           |                     | Modifica les dades a Wikidata |
|        | Can Cebrià          | Vilanova del Vallès | entitat singular de població                                                   | 135 hab  | 41° 32′ 59″ N, 2° 17′ 42″ E / 41.5496919589089°N,2.29490926306008°E 125 msnm |           |                     | Modifica les dades a Wikidata |
|        | Can Jornet          | Vilanova del Vallès | entitat singular de població                                                   | 98 hab   | 41° 32′ 36″ N, 2° 18′ 30″ E / 41.543269677992°N,2.3083025007423°E 165 msnm   |           |                     | Modifica les dades a Wikidata |
|        | Can Nadal           | Vilanova del Vallès | entitat singular de població                                                   | 333 hab  | 41° 32′ 46″ N, 2° 19′ 26″ E / 41.546064371107°N,2.3238592847144°E 212 msnm   |           |                     | Modifica les dades a Wikidata |
|        | Can Rabassa         | Vilanova del Vallès | entitat singular de població                                                   | 203 hab  | 41° 32′ 19″ N, 2° 17′ 30″ E / 41.53866418689°N,2.2915679615289°E 164 msnm    |           |                     | Modifica les dades a Wikidata |
|        | Polígon Vallesà     | Vilanova del Vallès | entitat singular de població                                                   | 238 hab  | 41° 32′ 33″ N, 2° 17′ 30″ E / 41.542499°N,2.291712°E 135 msnm                |           |                     | Modifica les dades a Wikidata |
|        | Valldoriolf         | Vilanova del Vallès | entitat singular de població                                                   | 60 hab   | 41° 33′ 35″ N, 2° 17′ 11″ E / 41.5597353°N,2.28643158°E 94 msnm              |           |                     | Modifica les dades a Wikidata |
|        | Vilanova del Vallès | Vilanova del Vallès | entitat singular de població capital municipal ens local històric de Catalunya | 2435 hab | 41° 33′ 11″ N, 2° 17′ 11″ E / 41.55316057°N,2.28651585°E 92 msnm             |           |                     | Modifica les dades a Wikidata |
|        | el Xaragall         | Vilanova del Vallès | entitat singular de població                                                   | 87 hab   | 41° 32′ 35″ N, 2° 18′ 50″ E / 41.5431676657877°N,2.31376729503949°E 161 msnm |           |                     | Modifica les dades a Wikidata |
|        | les Roquetes 1      | Vilanova del Vallès | entitat singular de població                                                   | 339 hab  | 41° 33′ 44″ N, 2° 18′ 38″ E / 41.562194°N,2.31048°E 144 msnm                 |           |                     | Modifica les dades a Wikidata |
|        | les Roquetes 2      | Vilanova del Vallès | entitat singular de població                                                   | 74 hab   | 41° 33′ 39″ N, 2° 18′ 51″ E / 41.56077°N,2.314169°E 144 msnm                 |           |                     | Modifica les dades a Wikidata |

## església
| imatge | Nom                                | Ubicat a            | instància de                 | Detalls                                                | coordenades                                                                   | Protecció                                  | Commons (més fotos)                | Dades a WD                    |
| ------ | ---------------------------------- | ------------------- | ---------------------------- | ------------------------------------------------------ | ----------------------------------------------------------------------------- | ------------------------------------------ | ---------------------------------- | ----------------------------- |
|        | Sant Esteve de Vilanova del Vallès | Vilanova del Vallès | església església parroquial | Estil: arquitectura romànica arquitectura barroca 1006 | 41° 33′ 20″ N, 2° 18′ 28″ E / 41.55557°N,2.307654°E ca:Camí de Santa Quitèria | bé integrant del patrimoni cultural català | Sant Esteve de Vilanova del Vallès | Modifica les dades a Wikidata |
|        | Sant Lleïr                         | Vilanova del Vallès | església capella             |                                                        | 41° 32′ 51″ N, 2° 18′ 03″ E / 41.547599°N,2.300695°E 173 msnm                 |                                            |                                    | Modifica les dades a Wikidata |

## font
| imatge | Nom                                                                  | Ubicat a            | instància de | Detalls | coordenades                                                                                                   | Protecció | Commons (més fotos) | Dades a WD                    |
| ------ | -------------------------------------------------------------------- | ------------------- | ------------ | ------- | --- | --------- | ------------------- | ----------------------------- |
|        | capella de Sant Antoni / Capella del Molí de Bramassacs (Can Safont) | Vilanova del Vallès | font         |         | 41° 33′ 28″ N, 2° 16′ 59″ E / 41.55782°N,2.28302°E ca:Avinguda Verge de Núria, carretera BP-5002 a Granollers |           |                     | Modifica les dades a Wikidata |
|        | font de Sant Jaume                                                   | Vilanova del Vallès | font         |         | 41° 32′ 50″ N, 2° 17′ 57″ E / 41.54715°N,2.29925°E ca:A prop dels boscos de la Casa de Sant Lleïr             |           |                     | Modifica les dades a Wikidata |
|        | font del Porc                                                        | Vilanova del Vallès | font         |         | 41° 33′ 22″ N, 2° 20′ 15″ E / 41.556044°N,2.337626°E                                                          |           |                     | Modifica les dades a Wikidata |
|        | font i mina de Sant Jordi                                            | Vilanova del Vallès | font         |         | 41° 33′ 14″ N, 2° 18′ 22″ E / 41.55391°N,2.30602°E ca:Dins els boscos a tocar a Can Bosc Nou                  |           |                     | Modifica les dades a Wikidata |

## indret
| imatge | Nom                 | Ubicat a            | instància de | Detalls | coordenades                                                                       | Protecció | Commons (més fotos) | Dades a WD                    |
| ------ | ------------------- | ------------------- | ------------ | ------- | --------------------------------------------------------------------------------- | --------- | ------------------- | ----------------------------- |
|        | Mirador de Céllecs  | Vilanova del Vallès | indret       |         | 41° 33′ 28″ N, 2° 20′ 16″ E / 41.557815°N,2.337808°E Parc de la Serralada Litoral |           | Mirador de Céllecs  | Modifica les dades a Wikidata |
|        | Roca del Contravent | Vilanova del Vallès | indret       |         | 41° 33′ 33″ N, 2° 20′ 14″ E / 41.559064°N,2.337317°E Parc de la Serralada Litoral |           | Roca del Contravent | Modifica les dades a Wikidata |

## masia
| imatge | Nom                           | Ubicat a                        | instància de              | Detalls                                        | coordenades | Protecció                                  | Commons (més fotos)                 | Dades a WD                    |
| ------ | ----------------------------- | ------------------------------- | ------------------------- | ---------------------------------------------- | --- | ------------------------------------------ | ----------------------------------- | ----------------------------- |
|        | Ca L'ambrós Vell              | Vilanova del Vallès             | masia                     | 19th century                                   | 41° 33′ 59″ N, 2° 18′ 05″ E / 41.56633°N,2.3013°E ca:Carretera de Vallderiolf BV-5159                                                                             |                                            |                                     | Modifica les dades a Wikidata |
|        | Ca l'Alegre                   | Vilanova del Vallès             | masia                     |                                                | 41° 32′ 42″ N, 2° 18′ 27″ E / 41.5451034167669°N,2.30762013833594°E                                                                                               |                                            |                                     | Modifica les dades a Wikidata |
|        | Ca l'Ambròs Vell              | Vilanova del Vallès             | masia                     |                                                | 41° 33′ 33″ N, 2° 18′ 05″ E / 41.5592888944298°N,2.30149661721487°E                                                                                               |                                            |                                     | Modifica les dades a Wikidata |
|        | Ca l'Anton                    | Vilanova del Vallès             | masia                     |                                                | 41° 33′ 24″ N, 2° 17′ 35″ E / 41.5566616128733°N,2.29311869795429°E ca:Barri Rodes 100 msnm                                                                       |                                            | Ca l'Anton (Vilanova del Vallès)    | Modifica les dades a Wikidata |
|        | Ca l'Estevenet                | Vilanova del Vallès             | masia                     |                                                | 41° 33′ 27″ N, 2° 17′ 51″ E / 41.557453564561°N,2.2974151547669°E                                                                                                 |                                            |                                     | Modifica les dades a Wikidata |
|        | Ca l'Estevet                  | Vilanova del Vallès             | masia                     |                                                | 41° 33′ 29″ N, 2° 18′ 15″ E / 41.5579540309225°N,2.30417321024828°E                                                                                               |                                            |                                     | Modifica les dades a Wikidata |
|        | Ca la Ció Nou                 | Vilanova del Vallès             | masia                     |                                                | 41° 33′ 57″ N, 2° 17′ 48″ E / 41.5658972093249°N,2.29656809928214°E                                                                                               |                                            |                                     | Modifica les dades a Wikidata |
|        | Ca la Doloretes               | Vilanova del Vallès             | masia                     |                                                | 41° 33′ 28″ N, 2° 18′ 15″ E / 41.5576831042856°N,2.30405619702667°E                                                                                               |                                            |                                     | Modifica les dades a Wikidata |
|        | Ca la Joana                   | Vilanova del Vallès             | masia                     |                                                | 41° 33′ 34″ N, 2° 18′ 14″ E / 41.5594662124108°N,2.30400108985681°E ca:Barri Rodes 114 msnm                                                                       |                                            | Ca la Joana de Sta. Quitèria        | Modifica les dades a Wikidata |
|        | Ca la Maria                   | Vilanova del Vallès             | masia                     |                                                | 41° 33′ 35″ N, 2° 18′ 11″ E / 41.5597579132107°N,2.30308654419149°E 106 msnm                                                                                      |                                            | Ca la Maria (Vilanova del Vallès)   | Modifica les dades a Wikidata |
|        | Ca la Pona                    | Vilanova del Vallès             | masia                     | 1566                                           | 41° 33′ 38″ N, 2° 17′ 14″ E / 41.560445°N,2.287227°E ca:Crtra. de Valldoriolf, km 5                                                                               | bé integrant del patrimoni cultural català |                                     | Modifica les dades a Wikidata |
|        | Ca la Rosana                  | Vilanova del Vallès             | masia                     |                                                | 41° 33′ 27″ N, 2° 17′ 39″ E / 41.5574784017455°N,2.29411711630803°E ca:Barri Rodes 92 msnm                                                                        |                                            | Ca la Rosana                        | Modifica les dades a Wikidata |
|        | Ca la Rosona                  | Vilanova del Vallès             | masia                     |                                                | 41° 33′ 33″ N, 2° 18′ 00″ E / 41.5591894930442°N,2.29996268511497°E                                                                                               |                                            |                                     | Modifica les dades a Wikidata |
|        | Ca la Rosàrio                 | Vilanova del Vallès             | masia                     |                                                | 41° 33′ 24″ N, 2° 17′ 32″ E / 41.5565744300728°N,2.29212433510357°E ca:Barri Rodes 91 msnm                                                                        |                                            | Ca la Rosàrio (Vilanova del Vallès) | Modifica les dades a Wikidata |
|        | Ca n'Esedro                   | Vilanova del Vallès             | masia                     |                                                | 41° 33′ 24″ N, 2° 18′ 06″ E / 41.556552534872°N,2.3018018905636°E                                                                                                 |                                            |                                     | Modifica les dades a Wikidata |
|        | Cal Beco                      | Vilanova del Vallès             | masia                     | 20th century                                   | 41° 33′ 37″ N, 2° 18′ 23″ E / 41.5602281157114°N,2.30636740994675°E ca:Entre el barri Rodes i Les Roquetes                                                        |                                            |                                     | Modifica les dades a Wikidata |
|        | Cal Calçoner                  | Vilanova del Vallès             | masia                     |                                                | 41° 32′ 45″ N, 2° 19′ 25″ E / 41.5459554519333°N,2.32365335424884°E                                                                                               |                                            |                                     | Modifica les dades a Wikidata |
|        | Cal Carlí                     | Vilanova del Vallès             | masia                     |                                                | 41° 33′ 21″ N, 2° 17′ 38″ E / 41.5558557268844°N,2.29389494069703°E                                                                                               |                                            |                                     | Modifica les dades a Wikidata |
|        | Cal Cerdà                     | Vilanova del Vallès             | masia                     |                                                | 41° 33′ 21″ N, 2° 17′ 59″ E / 41.555747696233°N,2.29979596862295°E                                                                                                |                                            |                                     | Modifica les dades a Wikidata |
|        | Cal Gavatx                    | Vilanova del Vallès             | masia                     |                                                | 41° 32′ 57″ N, 2° 19′ 17″ E / 41.5492380049441°N,2.32125703775876°E                                                                                               |                                            |                                     | Modifica les dades a Wikidata |
|        | Cal Llarg                     | Vilanova del Vallès             | masia                     |                                                | 41° 33′ 23″ N, 2° 17′ 53″ E / 41.5565118902828°N,2.29808489741535°E                                                                                               |                                            |                                     | Modifica les dades a Wikidata |
|        | Cal Maco                      | Vilanova del Vallès             | masia                     |                                                | 41° 33′ 37″ N, 2° 19′ 02″ E / 41.5603747007224°N,2.31731493050015°E                                                                                               |                                            |                                     | Modifica les dades a Wikidata |
|        | Cal Manco                     | Vilanova del Vallès             | masia                     |                                                | 41° 33′ 26″ N, 2° 17′ 42″ E / 41.5571955583614°N,2.29499559805013°E ca:Bafrri Rodes 96 msnm                                                                       |                                            | Cal Manco (Vilanova del Vallès)     | Modifica les dades a Wikidata |
|        | Cal Notari de Pagès           | Vilanova del Vallès             | masia                     |                                                | 41° 33′ 12″ N, 2° 16′ 58″ E / 41.5534538321047°N,2.28274533676597°E                                                                                               |                                            |                                     | Modifica les dades a Wikidata |
|        | Cal Pigat                     | Vilanova del Vallès             | masia                     |                                                | 41° 33′ 22″ N, 2° 17′ 38″ E / 41.5561701506575°N,2.29375961032423°E                                                                                               |                                            |                                     | Modifica les dades a Wikidata |
|        | Cal Pinxo                     | Vilanova del Vallès             | masia                     |                                                | 41° 33′ 13″ N, 2° 17′ 00″ E / 41.5536014526078°N,2.2833072897076°E                                                                                                |                                            |                                     | Modifica les dades a Wikidata |
|        | Cal Sant                      | Vilanova del Vallès             | masia                     |                                                | 41° 33′ 55″ N, 2° 18′ 02″ E / 41.5653453633656°N,2.30060384872101°E ca:Carretera de Vallderiolf BV-5159                                                           |                                            |                                     | Modifica les dades a Wikidata |
|        | Cal Trempat                   | Vilanova del Vallès             | masia                     |                                                | 41° 33′ 01″ N, 2° 17′ 16″ E / 41.5503693449279°N,2.2878994074433°E                                                                                                |                                            |                                     | Modifica les dades a Wikidata |
|        | Cal Vaquer                    | Vilanova del Vallès             | masia                     |                                                | 41° 33′ 24″ N, 2° 17′ 39″ E / 41.5565327739893°N,2.29413939747591°E                                                                                               |                                            |                                     | Modifica les dades a Wikidata |
|        | Cala Joana                    | Vilanova del Vallès             | masia                     | 19th century                                   | 41° 34′ 13″ N, 2° 18′ 10″ E / 41.57033°N,2.30289°E ca:Entre la carretera de Vallderiolf BV-5159 i el Torrent de la Valldarió                                      |                                            |                                     | Modifica les dades a Wikidata |
|        | Can Bosc Vell                 | Vilanova del Vallès             | masia                     | Estil: historicisme arquitectònic 19th century | 41° 33′ 16″ N, 2° 18′ 34″ E / 41.5543824341235°N,2.30936778510088°E ca:Camí de Can Bosc Vell                                                                      |                                            |                                     | Modifica les dades a Wikidata |
|        | Can Catafal                   | Vilanova del Vallès             | masia                     |                                                | 41° 34′ 04″ N, 2° 18′ 09″ E / 41.5678245584788°N,2.30244814400677°E ca:Carretera de Vallderiolf BV-5159                                                           |                                            |                                     | Modifica les dades a Wikidata |
|        | Can Catafalet                 | Vilanova del Vallès             | masia                     |                                                | 41° 32′ 46″ N, 2° 19′ 53″ E / 41.5460723809229°N,2.33132560160258°E                                                                                               |                                            |                                     | Modifica les dades a Wikidata |
|        | Can Cebrià del Pla            | Vilanova del Vallès             | masia                     |                                                | 41° 32′ 53″ N, 2° 17′ 31″ E / 41.5481610070706°N,2.29202427778172°E                                                                                               |                                            |                                     | Modifica les dades a Wikidata |
|        | Can Cerdà                     | Vilanova del Vallès             | masia                     |                                                | 41° 33′ 21″ N, 2° 18′ 08″ E / 41.5557170230613°N,2.30215863797665°E                                                                                               |                                            |                                     | Modifica les dades a Wikidata |
|        | Can Colomer                   | Vilanova del Vallès             | masia                     |                                                | 41° 33′ 37″ N, 2° 17′ 15″ E / 41.5603102568563°N,2.28739453439424°E                                                                                               |                                            |                                     | Modifica les dades a Wikidata |
|        | Can Congostell                | Vilanova del Vallès             | masia                     | Estil: arquitectura popular                    | 41° 34′ 17″ N, 2° 18′ 22″ E / 41.571359°N,2.306034°E ca:Ctra. BV-5159, km 3,5, a 200 m 115 msnm                                                                   | bé integrant del patrimoni cultural català | Can Congostell                      | Modifica les dades a Wikidata |
|        | Can Cristòfol                 | Vilanova del Vallès             | masia                     | 1894                                           | 41° 34′ 22″ N, 2° 17′ 27″ E / 41.5727351824856°N,2.29094036568415°E ca:Carretera de Vallderiolf BV-5159                                                           |                                            |                                     | Modifica les dades a Wikidata |
|        | Can Crivillers                | Vilanova del Vallès             | masia                     | Estil: noucentisme 1920                        | 41° 33′ 10″ N, 2° 17′ 18″ E / 41.552885°N,2.288258°E ca:Nucli urbà                                                                                                | bé integrant del patrimoni cultural català |                                     | Modifica les dades a Wikidata |
|        | Can Cucut                     | Vilanova del Vallès             | masia                     |                                                | 41° 32′ 41″ N, 2° 19′ 38″ E / 41.5446885138254°N,2.3272514282901°E                                                                                                |                                            |                                     | Modifica les dades a Wikidata |
|        | Can Domènec                   | Vilanova del Vallès             | masia                     |                                                | 41° 33′ 33″ N, 2° 18′ 15″ E / 41.5590623625559°N,2.30424526669539°E ca:Barri Rodes 117 msnm                                                                       |                                            | Can Domènec (Vilanova del Vallès)   | Modifica les dades a Wikidata |
|        | Can Duli                      | Vilanova del Vallès             | masia                     |                                                | 41° 32′ 38″ N, 2° 18′ 17″ E / 41.5439424198635°N,2.3047910385244°E                                                                                                |                                            |                                     | Modifica les dades a Wikidata |
|        | Can Farigola                  | Vilanova del Vallès             | masia                     | 1959                                           | 41° 33′ 39″ N, 2° 17′ 25″ E / 41.5609°N,2.29025°E ca:Carretera de Vallderiolf BV-5159                                                                             |                                            |                                     | Modifica les dades a Wikidata |
|        | Can Floreta                   | Vilanova del Vallès             | masia                     | Estil: modernisme català                       | 41° 33′ 42″ N, 2° 18′ 21″ E / 41.5617195362907°N,2.30573983431325°E ca:Crtra. de la Roca, km. 22                                                                  |                                            |                                     | Modifica les dades a Wikidata |
|        | Can Florèncio                 | Vilanova del Vallès             | masia                     |                                                | 41° 33′ 33″ N, 2° 18′ 08″ E / 41.5590956250703°N,2.30230217510098°E ca:Barri Rodes 111 msnm                                                                       |                                            | Can Florèncio                       | Modifica les dades a Wikidata |
|        | Can Forns                     | Vilanova del Vallès             | masia                     |                                                | 41° 32′ 52″ N, 2° 17′ 09″ E / 41.5477001070295°N,2.28595033587547°E                                                                                               |                                            |                                     | Modifica les dades a Wikidata |
|        | Can Girona                    | Vilanova del Vallès             | masia                     |                                                | 41° 33′ 07″ N, 2° 17′ 21″ E / 41.5520342150842°N,2.28911619630796°E                                                                                               |                                            |                                     | Modifica les dades a Wikidata |
|        | Can Jara                      | Vilanova del Vallès             | masia                     | Estil: noucentisme                             | 41° 33′ 13″ N, 2° 17′ 22″ E / 41.5536752830707°N,2.28939799506075°E ca:Passeig del Centenari (Crtra. de la Roca)                                                  |                                            |                                     | Modifica les dades a Wikidata |
|        | Can Jep de la Mel             | Vilanova del Vallès             | masia                     |                                                | 41° 32′ 53″ N, 2° 19′ 49″ E / 41.5480477988067°N,2.33026210311285°E                                                                                               |                                            |                                     | Modifica les dades a Wikidata |
|        | Can Maimó                     | Vilanova del Vallès             | masia                     | Estil: arquitectura popular                    | 41° 32′ 15″ N, 2° 18′ 43″ E / 41.537419°N,2.311828°E ca:Antic camí de Vilassar 167 msnm                                                                           | bé integrant del patrimoni cultural català | Can Maimó (Vilanova del Vallès)     | Modifica les dades a Wikidata |
|        | Can Maltes del Pla            | Vilanova del Vallès             | masia                     |                                                | 41° 32′ 47″ N, 2° 17′ 20″ E / 41.5465119329811°N,2.28898485407004°E                                                                                               |                                            |                                     | Modifica les dades a Wikidata |
|        | Can Manel                     | Vilanova del Vallès             | masia                     | 20th century                                   | 41° 33′ 37″ N, 2° 18′ 10″ E / 41.5603952073193°N,2.30271992412462°E ca:Barri Rodes 102 msnm                                                                       |                                            | Can Manel (Vilanova del Vallès)     | Modifica les dades a Wikidata |
|        | Can Marc                      | Vilanova del Vallès             | masia                     |                                                | 41° 33′ 22″ N, 2° 17′ 53″ E / 41.5562227978025°N,2.29794412542634°E                                                                                               |                                            |                                     | Modifica les dades a Wikidata |
|        | Can Marcel·lí                 | Vilanova del Vallès             | masia                     |                                                | 41° 33′ 53″ N, 2° 18′ 03″ E / 41.5645989029959°N,2.30079179675245°E                                                                                               |                                            |                                     | Modifica les dades a Wikidata |
|        | Can Mariano Farigola          | Vilanova del Vallès             | masia                     |                                                | 41° 33′ 40″ N, 2° 17′ 34″ E / 41.5609926436697°N,2.29287961942663°E                                                                                               |                                            |                                     | Modifica les dades a Wikidata |
|        | Can Martori                   | Vilanova del Vallès             | masia                     |                                                | 41° 33′ 25″ N, 2° 17′ 39″ E / 41.5570110848619°N,2.29429008651238°E ca:Barri Rodes 95 msnm                                                                        |                                            | Can Martori (Vilanova del Vallès)   | Modifica les dades a Wikidata |
|        | Can Martínez                  | Vilanova del Vallès             | masia                     | 19th century                                   | 41° 34′ 32″ N, 2° 18′ 06″ E / 41.5754400531724°N,2.30168248244685°E ca:A la zona anomenada Vallderiolf, a peu de la carretera BV5159, prop del terme del municipi |                                            |                                     | Modifica les dades a Wikidata |
|        | Can Mateu                     | Vilanova del Vallès             | masia                     |                                                | 41° 32′ 35″ N, 2° 18′ 20″ E / 41.5430107188486°N,2.30562827441182°E                                                                                               |                                            |                                     | Modifica les dades a Wikidata |
|        | Can Mateu del Pla             | Vilanova del Vallès             | masia                     |                                                | 41° 32′ 52″ N, 2° 17′ 19″ E / 41.5476898066397°N,2.28864821654076°E                                                                                               |                                            |                                     | Modifica les dades a Wikidata |
|        | Can Mular                     | Vilanova del Vallès             | masia                     |                                                | 41° 33′ 24″ N, 2° 17′ 52″ E / 41.5567173602167°N,2.29780686403385°E                                                                                               |                                            |                                     | Modifica les dades a Wikidata |
|        | Can Nadal                     | Vilanova del Vallès             | masia                     |                                                | 41° 32′ 33″ N, 2° 19′ 07″ E / 41.5426103183637°N,2.31849691193847°E                                                                                               |                                            |                                     | Modifica les dades a Wikidata |
|        | Can Palau                     | Vallromanes Vilanova del Vallès | masia edifici             | Estil: arquitectura popular 1678               | 41° 32′ 35″ N, 2° 17′ 14″ E / 41.543096°N,2.287118°E ca:Can Palau                                                                                                 | bé integrant del patrimoni cultural català |                                     | Modifica les dades a Wikidata |
|        | Can Patxitxo                  | Vilanova del Vallès             | masia                     |                                                | 41° 33′ 16″ N, 2° 18′ 24″ E / 41.5543309667872°N,2.30680219243481°E                                                                                               |                                            |                                     | Modifica les dades a Wikidata |
|        | Can Pei                       | Vilanova del Vallès             | masia                     |                                                | 41° 32′ 55″ N, 2° 19′ 39″ E / 41.5486718154142°N,2.32760581277489°E                                                                                               |                                            |                                     | Modifica les dades a Wikidata |
|        | Can Pere Joana                | Vilanova del Vallès             | masia                     |                                                | 41° 33′ 34″ N, 2° 18′ 12″ E / 41.5593271905963°N,2.30335500092185°E ca:Barri Rodes 110 msnm                                                                       |                                            | Can Pere Joana                      | Modifica les dades a Wikidata |
|        | Can Pere Ros                  | Vilanova del Vallès             | masia                     | 20th century                                   | 41° 33′ 38″ N, 2° 18′ 14″ E / 41.5606272773846°N,2.30385671438036°E ca:Barri Rodes 106 msnm                                                                       |                                            | Can Pere Ros (Vilanova del Vallès)  | Modifica les dades a Wikidata |
|        | Can Pla                       | Vilanova del Vallès             | masia                     |                                                | 41° 33′ 49″ N, 2° 17′ 01″ E / 41.5636651007544°N,2.28371179364232°E ca:A la zona anomenada Vallderiolf                                                            |                                            |                                     | Modifica les dades a Wikidata |
|        | Can Puig                      | Vilanova del Vallès             | masia                     | 19th century                                   | 41° 33′ 51″ N, 2° 17′ 55″ E / 41.5642526551541°N,2.29866075024763°E ca:A la zona anomenada Vallderiolf                                                            |                                            |                                     | Modifica les dades a Wikidata |
|        | Can Rabassa                   | Vilanova del Vallès             | masia                     | Estil: arquitectura popular                    | 41° 32′ 31″ N, 2° 18′ 01″ E / 41.542042°N,2.30033°E ca:Barri de Can Rabassa                                                                                       | bé integrant del patrimoni cultural català |                                     | Modifica les dades a Wikidata |
|        | Can Rodes                     | Vilanova del Vallès             | masia                     |                                                | 41° 33′ 21″ N, 2° 17′ 32″ E / 41.5557736477241°N,2.29226498013694°E                                                                                               |                                            |                                     | Modifica les dades a Wikidata |
|        | Can Sanfont                   | Vilanova del Vallès             | masia                     | Estil: arquitectura popular                    | 41° 33′ 28″ N, 2° 16′ 59″ E / 41.557842°N,2.282927°E ca:Mas Ferrer / Avinguda Verge de Núria                                                                      | bé cultural d'interès local                |                                     | Modifica les dades a Wikidata |
|        | Can Serralta                  | Vilanova del Vallès             | masia                     |                                                | 41° 33′ 39″ N, 2° 18′ 17″ E / 41.5609295773398°N,2.30469294703582°E                                                                                               |                                            |                                     | Modifica les dades a Wikidata |
|        | Can Soldat                    | Vilanova del Vallès             | masia                     |                                                | 41° 33′ 24″ N, 2° 18′ 23″ E / 41.5566162839296°N,2.30638204614589°E ca:Barri Rodes                                                                                |                                            |                                     | Modifica les dades a Wikidata |
|        | Can Tarumba                   | Vilanova del Vallès             | masia                     |                                                | 41° 33′ 24″ N, 2° 17′ 43″ E / 41.5566924338496°N,2.29520492542104°E                                                                                               |                                            |                                     | Modifica les dades a Wikidata |
|        | Can Tatai                     | Vilanova del Vallès             | masia                     |                                                | 41° 33′ 09″ N, 2° 18′ 03″ E / 41.5525026263889°N,2.30087420466078°E                                                                                               |                                            |                                     | Modifica les dades a Wikidata |
|        | Can Titó                      | Vilanova del Vallès             | masia                     |                                                | 41° 33′ 35″ N, 2° 18′ 14″ E / 41.5596816471658°N,2.30387885530162°E ca:Barri Rodes 107 msnm                                                                       |                                            | Can Titó (Vilanova del Vallès)      | Modifica les dades a Wikidata |
|        | Can Tomàs                     | Vilanova del Vallès             | masia                     |                                                | 41° 33′ 13″ N, 2° 17′ 01″ E / 41.5536386748548°N,2.28349873733554°E                                                                                               |                                            |                                     | Modifica les dades a Wikidata |
|        | Can Valerià                   | Vilanova del Vallès             | masia                     |                                                | 41° 32′ 36″ N, 2° 18′ 06″ E / 41.5432291418547°N,2.30153760065977°E                                                                                               |                                            |                                     | Modifica les dades a Wikidata |
|        | Can Vellet                    | Vilanova del Vallès             | masia                     |                                                | 41° 33′ 26″ N, 2° 17′ 43″ E / 41.5573240039303°N,2.29537794166566°E ca:Barri Rodes 96 msnm                                                                        |                                            | Can Vellet (Vilanova del Vallès)    | Modifica les dades a Wikidata |
|        | Can Vilassar                  | Vilanova del Vallès             | masia                     |                                                | 41° 32′ 32″ N, 2° 17′ 43″ E / 41.5421094944067°N,2.29518346417338°E                                                                                               |                                            |                                     | Modifica les dades a Wikidata |
|        | Can Xirau                     | Vilanova del Vallès             | masia edifici residencial | 18th century                                   | 41° 33′ 12″ N, 2° 17′ 11″ E / 41.55347°N,2.28629°E 41° 33′ 13″ N, 2° 17′ 13″ E / 41.55364990234375°N,2.2868869304656982°E ca:Mogent / La Palma                    |                                            |                                     | Modifica les dades a Wikidata |
|        | Can Xumfleu                   | Vilanova del Vallès             | masia                     |                                                | 41° 33′ 23″ N, 2° 18′ 03″ E / 41.5562668423244°N,2.30073770697806°E                                                                                               |                                            |                                     | Modifica les dades a Wikidata |
|        | Mas Rosat                     | Vilanova del Vallès             | masia                     |                                                | 41° 33′ 48″ N, 2° 18′ 10″ E / 41.5632230166471°N,2.30264155168392°E                                                                                               |                                            |                                     | Modifica les dades a Wikidata |
|        | Masoveria de Can Bosc Nou     | Vilanova del Vallès             | masia                     | 19th century                                   | 41° 33′ 21″ N, 2° 18′ 19″ E / 41.55573°N,2.3054°E ca:Can Bosc |                                            |                                     | Modifica les dades a Wikidata |
|        | Torre Manolo                  | Vilanova del Vallès             | masia                     |                                                | 41° 33′ 22″ N, 2° 18′ 21″ E / 41.5560726254998°N,2.30584823537297°E                                                                                               |                                            |                                     | Modifica les dades a Wikidata |
|        | el Sorret                     | Vilanova del Vallès             | masia                     |                                                | 41° 33′ 55″ N, 2° 18′ 32″ E / 41.5652251371763°N,2.30902445890228°E                                                                                               |                                            |                                     | Modifica les dades a Wikidata |
|        | la Casa Alta                  | Vilanova del Vallès             | masia                     | Estil: arquitectura popular                    | 41° 32′ 51″ N, 2° 18′ 00″ E / 41.54739°N,2.29993°E | bé integrant del patrimoni cultural català |                                     | Modifica les dades a Wikidata |
|        | la Casa Blanca                | Vilanova del Vallès             | masia                     |                                                | 41° 32′ 51″ N, 2° 17′ 31″ E / 41.5474223108496°N,2.2920083567649°E                                                                                                |                                            |                                     | Modifica les dades a Wikidata |
|        | la Casanova de Can Congostell | Vilanova del Vallès             | masia                     |                                                | 41° 34′ 08″ N, 2° 18′ 13″ E / 41.5690122116143°N,2.30371872882787°E                                                                                               |                                            |                                     | Modifica les dades a Wikidata |
|        | la Casilla                    | Vilanova del Vallès             | masia                     |                                                | 41° 33′ 35″ N, 2° 18′ 03″ E / 41.5597171341595°N,2.30082043671182°E                                                                                               |                                            |                                     | Modifica les dades a Wikidata |
|        | les Roquetes                  | Vilanova del Vallès             | masia                     |                                                | 41° 33′ 39″ N, 2° 18′ 31″ E / 41.5608991105212°N,2.30860283671361°E                                                                                               |                                            |                                     | Modifica les dades a Wikidata |
|        | molí de Brama-sacs            | Vilanova del Vallès             | masia edifici             | Estil: arquitectura popular                    | 41° 33′ 28″ N, 2° 17′ 01″ E / 41.55787°N,2.28368°E ca:Avinguda Verge de Núria, carretera BP-5002 a Granollers                                                     | bé integrant del patrimoni cultural català |                                     | Modifica les dades a Wikidata |

## megàlit
| imatge | Nom                        | Ubicat a                               | instància de | Detalls | coordenades                                                            | Protecció                                  | Commons (més fotos)                      | Dades a WD                    |
| ------ | -------------------------- | -------------------------------------- | ------------ | ------- | ---------------------------------------------------------------------- | ------------------------------------------ | ---------------------------------------- | ----------------------------- |
|        | Roca Foradada de Can Gol   | Vilanova del Vallès la Roca del Vallès | megàlit      |         | 41° 33′ 49″ N, 2° 19′ 04″ E / 41.563558°N,2.317869°E                   |                                            | Roca Foradada de Can Gol                 | Modifica les dades a Wikidata |
|        | Roca Foradada de Can Nadal | Vilanova del Vallès                    | megàlit      |         | 41° 32′ 50″ N, 2° 19′ 17″ E / 41.54727777777778°N,2.3213194444444443°E | bé integrant del patrimoni cultural català | Coves de Can Nadal (Vilanova del Vallès) | Modifica les dades a Wikidata |

## monument
| imatge | Nom                  | Ubicat a            | instància de | Detalls | coordenades                                                                                                  | Protecció | Commons (més fotos) | Dades a WD                    |
| ------ | -------------------- | ------------------- | ------------ | ------- | --- | --------- | ------------------- | ----------------------------- |
|        | Campana de Llibertat | Vilanova del Vallès | monument     |         | 41° 33′ 36″ N, 2° 17′ 02″ E / 41.55988693237305°N,2.283874034881592°E ca:Rotonda de la crtra. de Valldoriolf |           |                     | Modifica les dades a Wikidata |
|        | Escultura Avi i neta | Vilanova del Vallès | monument     |         | 41° 33′ 04″ N, 2° 17′ 12″ E / 41.55119323730469°N,2.2865819931030273°E ca:Plaça dels Països Catalans         |           |                     | Modifica les dades a Wikidata |

## muntanya
| imatge | Nom                 | Ubicat a                             | instància de      | Detalls | coordenades                                                         | Protecció                                  | Commons (més fotos)                    | Dades a WD                    |
| ------ | ------------------- | ------------------------------------ | ----------------- | ------- | ------------------------------------------------------------------- | ------------------------------------------ | -------------------------------------- | ----------------------------- |
|        | Puig Calbell        | Òrrius Vilanova del Vallès           | muntanya          |         | 41° 32′ 36″ N, 2° 20′ 02″ E / 41.5432°N,2.3338°E 320.8 msnm         |                                            |                                        | Modifica les dades a Wikidata |
|        | Turó Rodó           | Òrrius Vilanova del Vallès           | muntanya          |         | 41° 33′ 12″ N, 2° 20′ 19″ E / 41.553405°N,2.338553°E 530 msnm       |                                            | Turó Rodó (Serra de Marina)            | Modifica les dades a Wikidata |
|        | Turó d'en Lloberes  | Vilassar de Dalt Vilanova del Vallès | muntanya          |         | 41° 32′ 15″ N, 2° 19′ 27″ E / 41.5375°N,2.32417°E 382.1 msnm        |                                            |                                        | Modifica les dades a Wikidata |
|        | Turó d'en Torres    | Vilanova del Vallès                  | muntanya          |         | 41° 34′ 14″ N, 2° 17′ 18″ E / 41.5705°N,2.28847222°E 170.7 msnm     |                                            | Turó d'en Torres (Vilanova del Vallès) | Modifica les dades a Wikidata |
|        | Turó de Can Nadal   | Vilanova del Vallès                  | muntanya jaciment |         | 41° 32′ 52″ N, 2° 19′ 18″ E / 41.54786111°N,2.32158333°E 364.6 msnm | bé integrant del patrimoni cultural català |                                        | Modifica les dades a Wikidata |
|        | Turó de Can Rabassa | Vallromanes Vilanova del Vallès      | muntanya          |         | 41° 32′ 22″ N, 2° 17′ 54″ E / 41.53933333°N,2.29830556°E 223.9 msnm |                                            |                                        | Modifica les dades a Wikidata |
|        | Turó de Mataró      | Òrrius Vilanova del Vallès           | muntanya          |         | 41° 33′ 37″ N, 2° 20′ 17″ E / 41.560278°N,2.338056°E 504 msnm       |                                            | Turó de Mataró                         | Modifica les dades a Wikidata |
|        | el Manganell        | Vilanova del Vallès                  | muntanya          |         | 41° 33′ 01″ N, 2° 18′ 50″ E / 41.550307°N,2.31389°E 321 msnm        |                                            | El Manganell (Vilanova del Vallès)     | Modifica les dades a Wikidata |
|        | turó de Céllecs     | Òrrius Vilanova del Vallès           | muntanya          |         | 41° 33′ 25″ N, 2° 20′ 18″ E / 41.556822°N,2.33829°E 536 msnm        |                                            | Turó de Céllecs                        | Modifica les dades a Wikidata |

## pedrera
| imatge | Nom                   | Ubicat a            | instància de | Detalls | coordenades                                                         | Protecció | Commons (més fotos) | Dades a WD                    |
| ------ | --------------------- | ------------------- | ------------ | ------- | ------------------------------------------------------------------- | --------- | ------------------- | ----------------------------- |
|        | Sorrera de Can Cartró | Vilanova del Vallès | pedrera      |         | 41° 33′ 29″ N, 2° 19′ 03″ E / 41.5580526743061°N,2.31762717591873°E |           |                     | Modifica les dades a Wikidata |
|        | la Pedrera            | Vilanova del Vallès | pedrera      |         | 41° 33′ 32″ N, 2° 19′ 21″ E / 41.5587925708345°N,2.32241624847616°E |           |                     | Modifica les dades a Wikidata |

## polígon industrial
| imatge | Nom                              | Ubicat a            | instància de       | Detalls | coordenades                                                         | Protecció | Commons (més fotos) | Dades a WD                    |
| ------ | -------------------------------- | ------------------- | ------------------ | ------- | ------------------------------------------------------------------- | --------- | ------------------- | ----------------------------- |
|        | Polígon industrial Cal Pinxo     | Vilanova del Vallès | polígon industrial |         | 41° 33′ 14″ N, 2° 16′ 54″ E / 41.5539791619973°N,2.28176823884188°E |           |                     | Modifica les dades a Wikidata |
|        | Polígon industrial Can Masferrer | Vilanova del Vallès | polígon industrial |         | 41° 33′ 25″ N, 2° 16′ 43″ E / 41.5568501050571°N,2.27851066861633°E |           |                     | Modifica les dades a Wikidata |

## Misc
| imatge | Nom                                      | Ubicat a            | instància de                 | Detalls      | coordenades                                                                                            | Protecció                                  | Commons (més fotos)                      | Dades a WD                    |
| ------ | ---------------------------------------- | ------------------- | ---------------------------- | ------------ | --- | ------------------------------------------ | ---------------------------------------- | ----------------------------- |
|        | Bassa i Mina de Can Congostell           | Vilanova del Vallès | bassa                        | 19th century | 41° 34′ 16″ N, 2° 18′ 16″ E / 41.57123°N,2.30435°E ca:A pocs metres de Can Congostell                  |                                            |                                          | Modifica les dades a Wikidata |
|        | Basses de Can Maimó                      | Vilanova del Vallès | zona humida bassa            |              | 41° 32′ 13″ N, 2° 18′ 57″ E / 41.536822°N,2.315956°E                                                   |                                            |                                          | Modifica les dades a Wikidata |
|        | Biblioteca Contravent                    | Vilanova del Vallès | edifici públic               |              | 41° 33′ 06″ N, 2° 17′ 10″ E / 41.55165481567383°N,2.286147117614746°E ca:Plaça dels Països Catalans, 4 |                                            |                                          | Modifica les dades a Wikidata |
|        | Cambra Megalítica de Can Nadal           | Vilanova del Vallès | jaciment arqueològic megàlit |              | 41° 32′ 56″ N, 2° 19′ 23″ E / 41.549023°N,2.322998°E                                                   | bé integrant del patrimoni cultural català | Coves de Can Nadal (Vilanova del Vallès) | Modifica les dades a Wikidata |
|        | Dolmen Fals de Can Maimó                 | Vilanova del Vallès | dolmen                       |              | 41° 32′ 14″ N, 2° 18′ 41″ E / 41.537194444444445°N,2.3113888888888887°E                                |                                            |                                          | Modifica les dades a Wikidata |
|        | Granges de Céllecs                       | Vilanova del Vallès | granja                       |              | 41° 33′ 39″ N, 2° 19′ 32″ E / 41.5608557823832°N,2.32557271433696°E                                    |                                            |                                          | Modifica les dades a Wikidata |
|        | casa consistorial de Vilanova del Vallès | Vilanova del Vallès | casa consistorial            |              | 41° 33′ 14″ N, 2° 17′ 20″ E / 41.5540165°N,2.2888892°E                                                 |                                            |                                          | Modifica les dades a Wikidata |
|        | creu de les Missions                     | Vilanova del Vallès | creu monumental              |              | 41° 33′ 22″ N, 2° 18′ 17″ E / 41.5561922718831°N,2.30477969793863°E ca:Camí de Santa Quitèria          |                                            |                                          | Modifica les dades a Wikidata |
|        | la Creu de Ferro                         | Vilanova del Vallès | fita                         |              | 41° 33′ 29″ N, 2° 18′ 33″ E / 41.5579935486532°N,2.30923340512397°E                                    |                                            |                                          | Modifica les dades a Wikidata |
|        | pou de glaç de Can Maimó                 | Vilanova del Vallès | pou de neu                   |              | 41° 32′ 14″ N, 2° 18′ 57″ E / 41.537271°N,2.315796°E                                                   |                                            |                                          | Modifica les dades a Wikidata |